# Wienkongressen

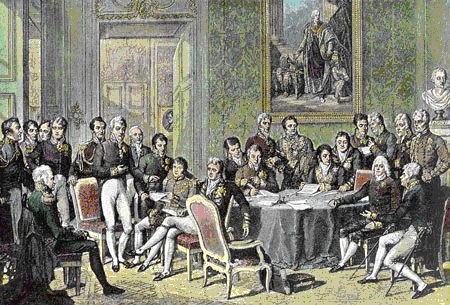
Wienkongressen, målning av Jean-Baptiste Isabey, 1819.

Wienkongressen var en kongress med representanter från Europas stater som hölls i Wien mellan september 1814 och juni 1815, efter Napoleonkrigen.
Kongressen syftade till att ordna Europas karta efter franska revolutionen, Napoleonkrigen och upplösningen av Tysk-romerska riket. Meningen med kongressen var att skapa maktbalans, att ingen stat skulle få ett dominerande inflytande, vilket framför allt innebar att Frankrike inte skulle tillåtas att bli för mäktigt. En ledande princip, kallad legalitetsprincipen, var även att de gamla furstehusen skulle återinsättas även om gränser flyttades och områden byttes. I alla stater gjorde aristokratin försök att få tillbaka den maktposition som den haft före revolutionen och Napoleon Bonaparte. Reaktionen mot franska revolutionen var också en reaktion mot upplysningstiden. Etnicitet togs ej i beaktande vid de territoriella förändringarna, vilket på många platser ledde till att etniska grupper med en stark självidentitet utvecklade en stark nationalism. Ett exempel på just de etniska problem som uppstod är Serbien, där den uppblossande nationalismen i förlängningen ledde till skotten i Sarajevo, en av många utlösande faktorer till första världskriget.

## Bakgrund

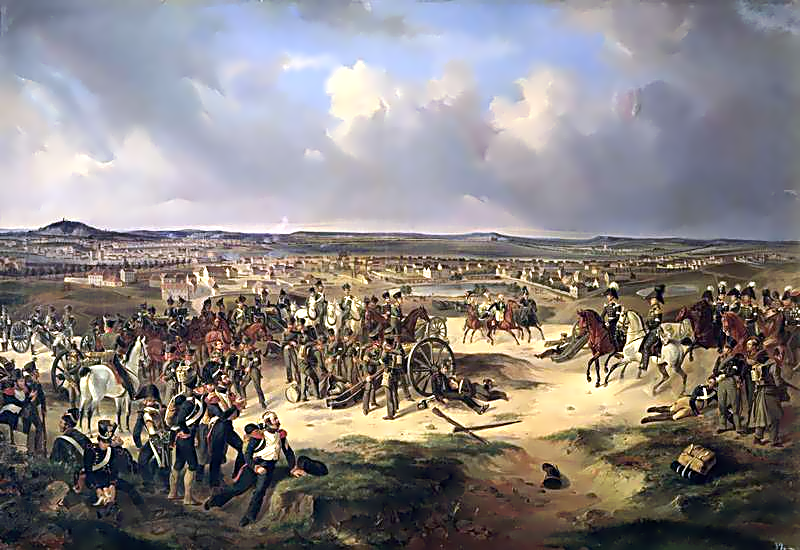
Slaget vid Paris 1814 ledde till Napoleons abdikering och Första Parisfreden, där det bestämdes att Wienkongressen skulle sammankallas.

I Parisfreden 30 maj 1814, den så kallade Första Parisfreden, som följde på sjätte koalitionskriget, bestämdes (i artikel 32) att de åtta makter som undertecknat fredsfördraget (signatärmakterna) tillsammans med övriga furstar och stater som deltagit i kriget mot Napoleon, skulle fortsätta förhandlingarna i de frågor som skjutits upp i Paris, och vidta de åtgärder som nödvändiggjordes av upplösningstillståndet i Europa efter 1813-1814 års krig. Förhandlingarna skulle ske på en kongress i Wien av deltagande makters ombud. De åtta signatärmakterna var Österrike, Ryssland, Storbritannien, Preussen, Frankrike, Spanien, Portugal och Sverige. Totalt deltog ungefär 200 stater, inklusive många små stater.
Redan före Parisfreden hade överenskommelser slutits om vissa viktiga förändringar av Europas karta, bland annat att Norge skulle överlämnas till Sverige som belöning för Sveriges deltagande i kampen emot Napoleon. Detta stipulerades genom Sveriges fördrag med Ryssland 5 april 1812, med Storbritannien 3 mars 1813, med Preussen 22 april 1813, och bekräftades genom Freden i Kiel 14 januari 1814 och garanterades genom svensk-österrikiska traktaten 2 februari 1814. Vidare hade överenskommits att Preussen och Österrike skulle återställas till deras tidigare omfång, och att Huset Welf skulle återinsättas i Hannover och Braunschweig.

## Uppstart och deltagare

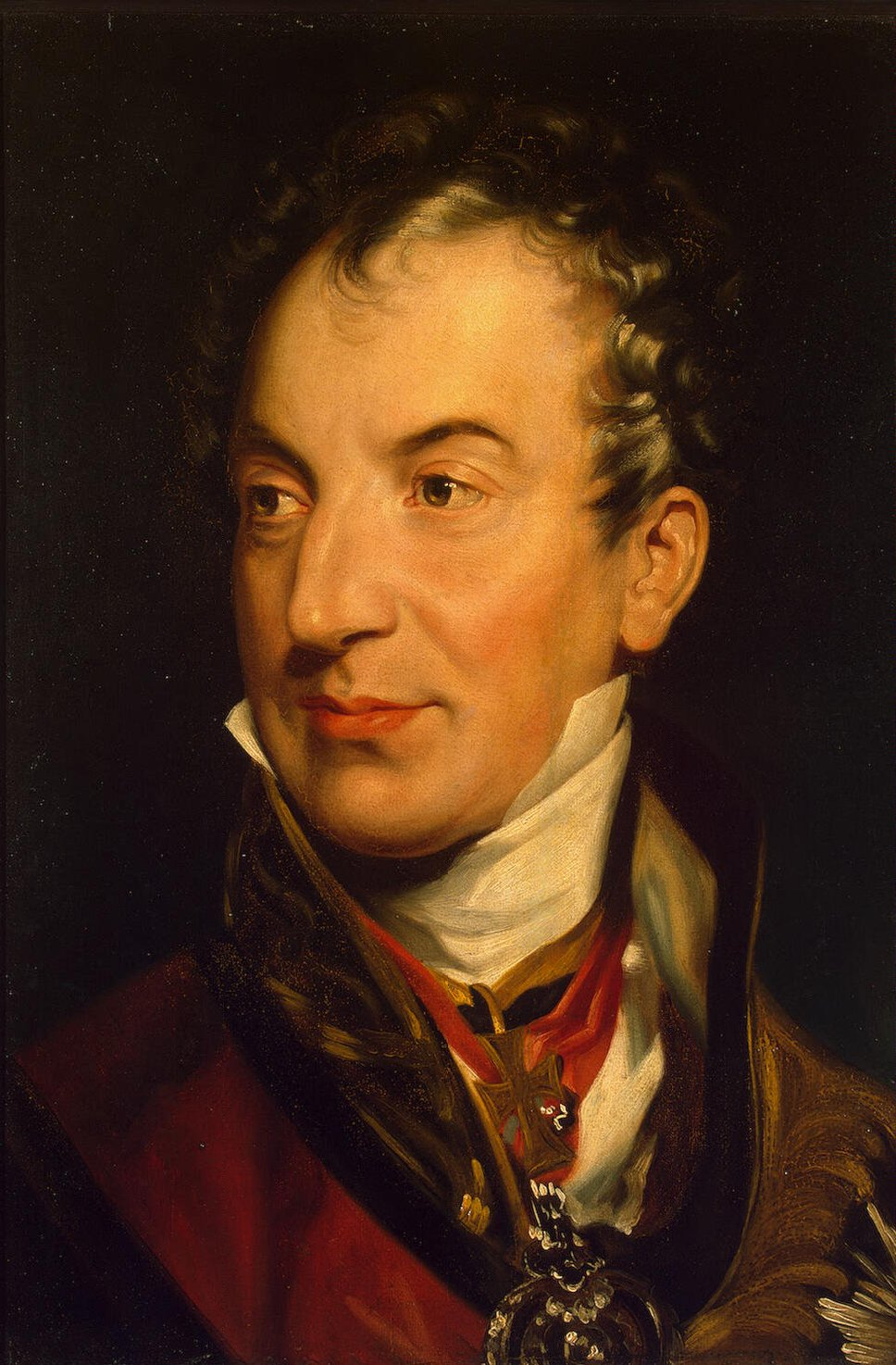
Klemens von Metternich, centralfigur under Wienkongressen.

Under loppet av september och oktober 1814 samlades deltagarna i kongressen, som officiellt öppnades i november 1814. Bland kongressens ledamöter var den österrikiske statskanslern furst Klemens von Metternich centralfiguren, och tillsammans med friherre Johann von Wessenberg representerade Österrike. De övriga signatärmakternas ombud var: Rysslands furst Andrej Razumovskij samt grevarna Gustav Ernst von Stackelberg och Karl Robert von Nesselrode, Storbritanniens först viscount Castlereagh, därefter hertigen av Wellington samt efter hans avresa earlerna Clancarty och William Cathcart, 1:e earl Cathcart samt lord Stewart, Preussens furst Karl August von Hardenberg och friherre Wilhelm von Humboldt, Frankrikes furst Charles Maurice de Talleyrand, hertigen av Dalberg samt grevarna de Latour du Pin och de Noailles, Spaniens Don Pedro Gómez Labrador, Portugals greve Pedro de Sousa Holstein de Palmella, António de Saldanha da Gama och Joaquim Lobo da Silveira, Sveriges greve Carl Axel Löwenhielm.
Storbritannien, Ryssland, Österrike och Preussen, samt några månader senare Frankrike, dominerade helt kongressens slutsatser.
Kejsaren av Ryssland, kungarna av Preussen, Danmark, Bayern och Württemberg samt en mängd andra tyska och italienska furstar besökte kongressen. Dessutom vistades vid denna tid i Wien sändebud från Europas alla stater utom Osmanska riket, samt en mängd statsmän, konstnärer, skriftställare och medlemmar av den högre societeten från olika länder.

## Organisation

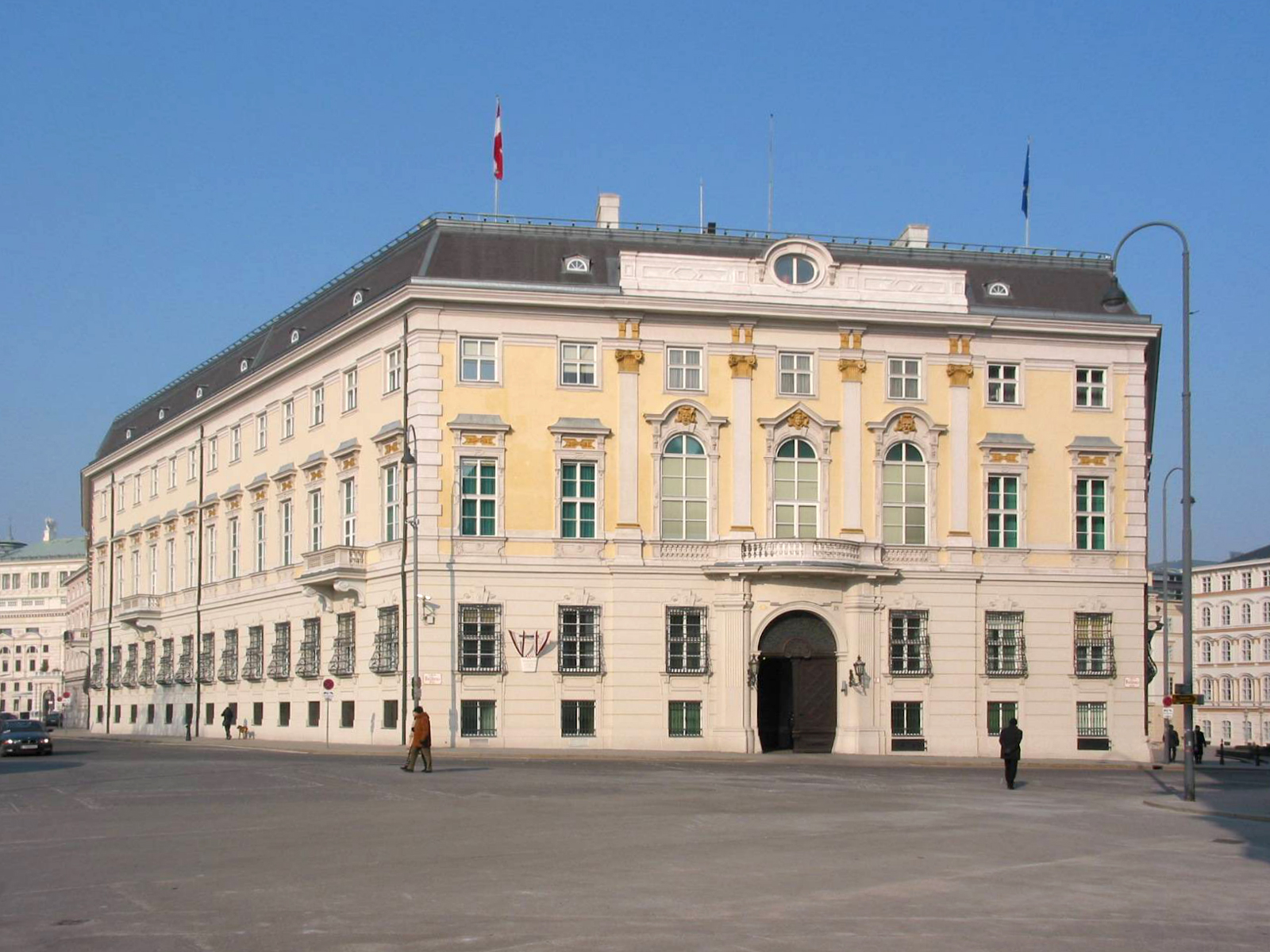
Kongressen ägde rum i Palais am Ballhausplatz i Wien.

Högsta ledningen av kongressen kom att ligga i händerna på centralkommitté bestående av omkring 20 ledamöter, bestående av de åtta signatärmakternas ombud under Metternichs ordförandeskap. På grund av frågornas olika karaktär och omfattning blev också ett antal förberedande kommittéer nödvändiga. De viktigaste av dessa var:
- Kommittén för bestämmande av Polens och Sachsens öde, där Österrikes, Rysslands och Preussens representanter deltog, med Storbritannien som medlare
- Kommittén för ordnande av den tyska författningen, där Österrikes, Preussens, Bayerns, Württembergs och Hannovers representanter deltog
- Kommittén för de schweiziska angelägenheterna
- Kommittén för de italienska angelägenheterna
- Kommittén för reglering av sjöfarten på Rhen och Schelde
- Kommittén för frågan om slavhandelns avskaffande
- Kommittén för bestämmande av rangen mellan de olika makterna m. m.

I de två sistnämnda kommittéerna deltog även Sveriges ombud.
Förhandlingarna tog alltså formen av individuella möten mellan representanter för stater som var särskilt intresserade av varje fråga, och representanter för stormakterna fortsatte att hålla hemliga möten sinsemellan, förutom offentliga möten, och det var i stormakternas diskussioner som de viktigaste besluten togs. Centralkommittén sammanträdde under tiden 1 november 1814-19 juni 1815 endast 17 gånger.
Österrikes kejsare Frans I visade kongressen stor gästfrihet, och under en nästan oavbruten rad av festligheter skred förhandlingarna i början endast långsamt framåt. Fursten Charles Joseph de Ligne yttrade det berömda omdömet att Le congrès danse, mais il ne marche pas ("kongressen dansar, men den går inte framåt").

## Större konfliktfrågor
Frågorna om Polens och Sachsens öde framkallade den största spänningen. Kejsar Alexander I ville att Hertigdömet Warszawa, skapat av Napoleon, skulle bli ett kungarike med nationella institutioner som ställdes under Rysslands protektorat. Preussen önskade annektera hela kungariket Sachsen och övertog i november 1814 förvaltningen av detta land. Inom kommittén motsatte sig dock Metternich och Castlereagh att hela Sachsen skulle annekteras, och att Ryssland skulle utökas, och utanför kommittén arbetade Talleyrand energiskt i samma anda. Man hade svårt att komma överens, och stormakterna genomförde omfattande rustningar ifall förhandlingarna skulle bryta ihop. För att förebygga ett krig förklarade sig Alexander vara beredd till en delning av det polska området. Men Preussen tillkännagav att deras avsikt vara att försvara sin "rätt" med vapenmakt. Detta ledde till ett hemligt försvarsavtal 3 januari 1815 mellan Österrike, Storbritannien och Frankrike, som även Bayern, Hannover och Nederländerna inbjöds att vara del av. Med tre stormakter emot sig lät nu Preussen förmås till eftergift. I mitten av februari 1815 kunde de sachsisk-polska frågorna anses vara i väsentliga delar lösta.
Det tyska utskottet grep sig redan i oktober 1814 an med frågan om Tysklands författning, och förslag i flera riktningar framställdes. Österrikes och Preussens rivalitet samt de medelstora makternas (Bayern, Württemberg m.fl.) önskan om att bevara sin suveränitet omöjliggjorde upprättandet av ett kejsardöme, vilket småstaterna hade yrkat på. Så småningom beslöts på en allmän sammankomst av samtliga tyska staters representanter att man skulle upprätta ett förbund på grundval av ett förslag som framlagts av Österrike i maj 1815, och 8 juni 1815 undertecknades den akt, som konstituerade Tyska förbundet.

## Napoleons återkomst

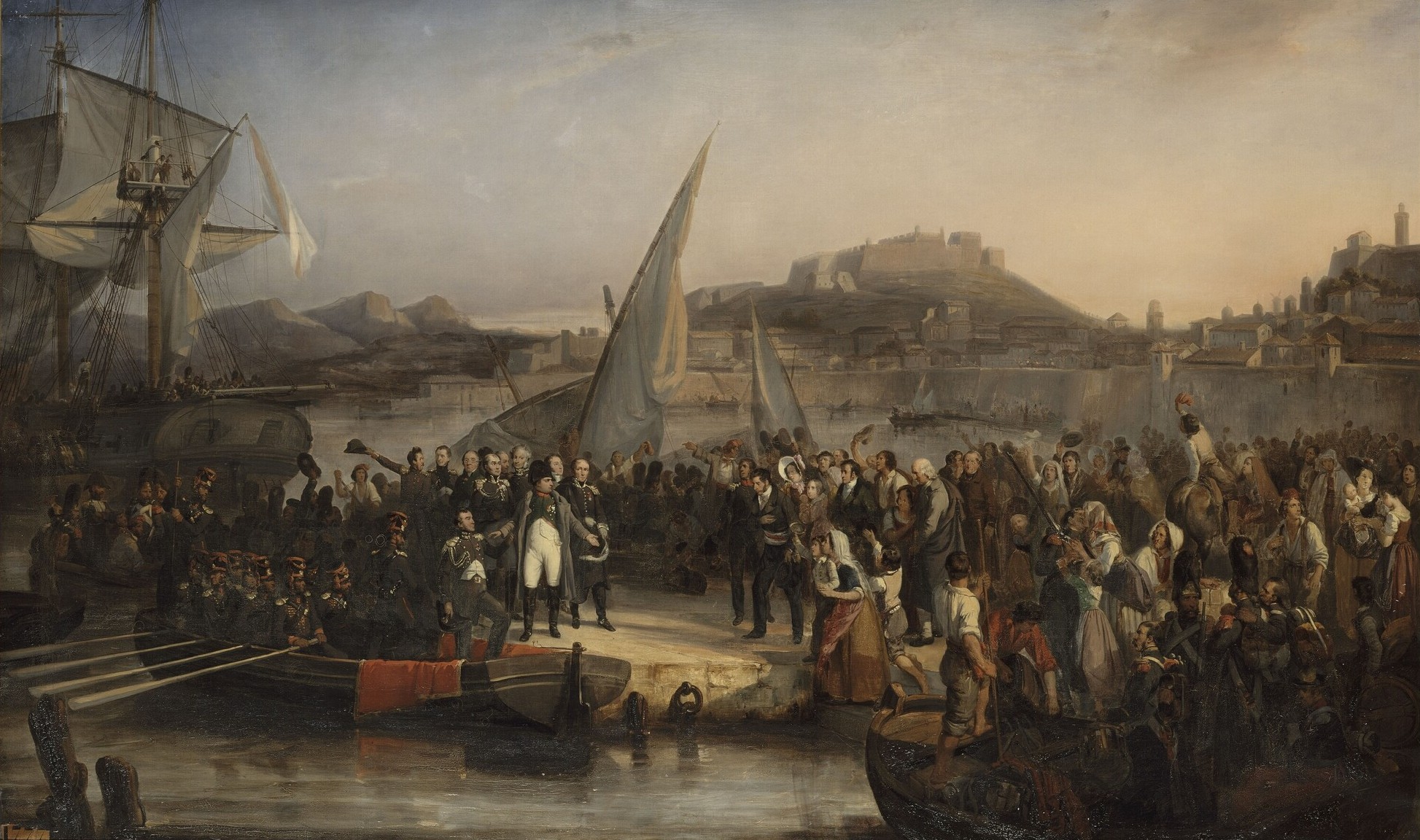
Napoleon lämnar Elba 26 februari 1815. Målning av Joseph Beaume (1836).

Kongressens arbete påskyndades, och den rådande oenigheten förbyttes till enighet när man nåddes av nyheten, att Napoleon lämnat Elba. Nyheten anlände till Metternich natten mellan 6 och 7 mars 1815 efter en hovfest och meddelades genast till de bägge kejsarna och kungen av Preussen, som omedelbart förklarade sig beredda att upprätthålla världsfreden, om så behövdes med vapenmakt. Sedan man fått underrättelse om att Napoleon landstigit i Frankrike, enades de fem stormakterna på Talleyrands uppmaning 13 mars om en deklaration, där Napoleon förklarades "såsom fiende och störare av världens lugn vara hemfallen åt den offentliga hämnden". Förklaringen förelades centralkommittén och utfärdades samma dag, försedd med alla kommittéledamöternas underskrift. Den 25 mars förnyade Österrike, Storbritannien, Ryssland och Preussen Chaumontfördraget, som slutits året innan, samt åtog sig att ställa upp med 150 000 man var. De övriga ledamöterna av centralkommittén anmodades biträda detsamma, varvid den svenske representanten Löwenhielm förklarade att han först behövde inhämta sitt hovs åsikt. Innan svaret anlände, pressades han med besvärande uppmaningar att redogöra för Sveriges ställning till Napoleon. När svaret slutligen kom innebar det att Sverige förklarade sig berett att lämna 20-30 000 man till den gemensamma saken om man fick försäkran om lämpliga subsidier.

## Slutakten

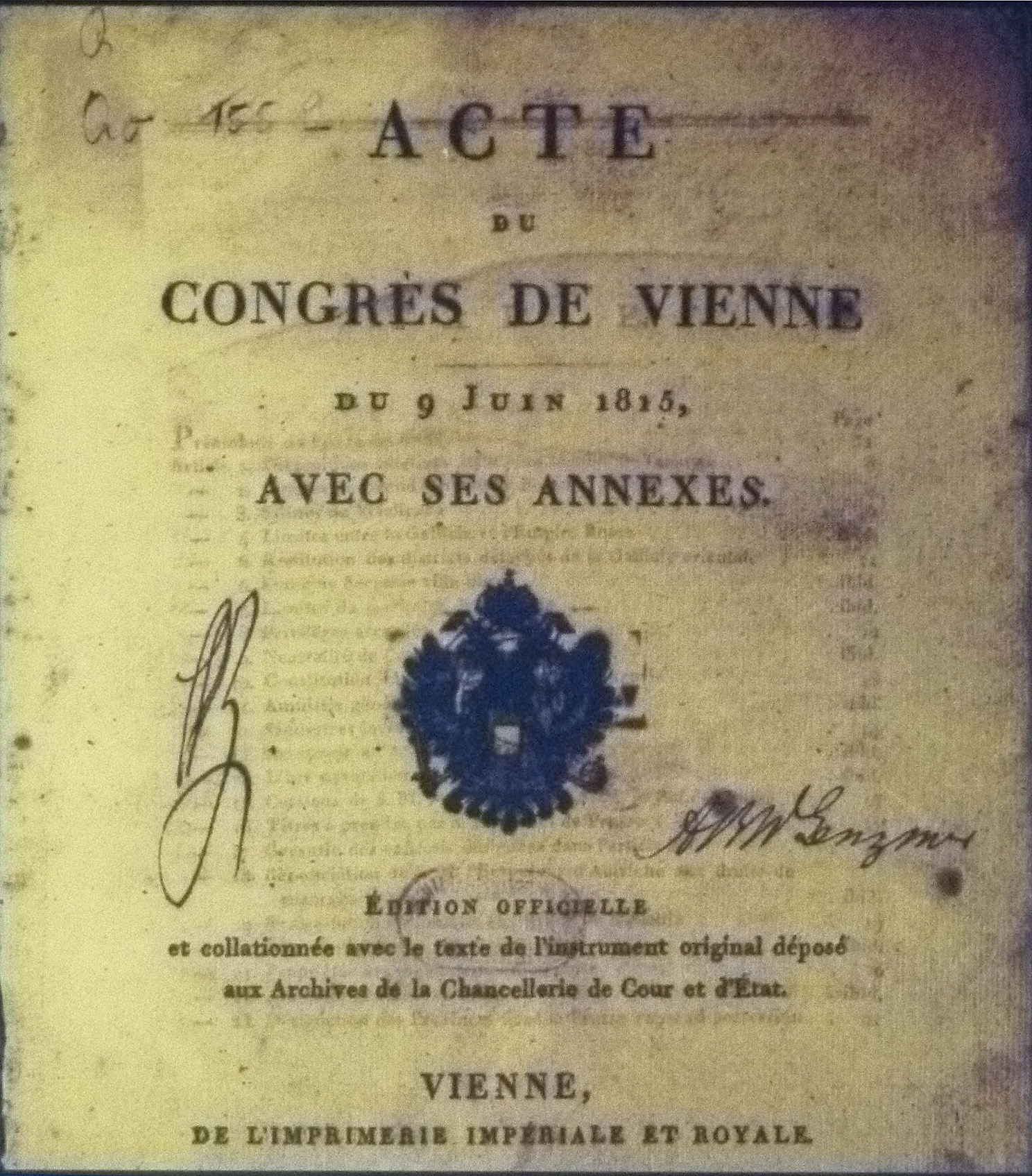
Framsidan till Wienkongressens slutakt

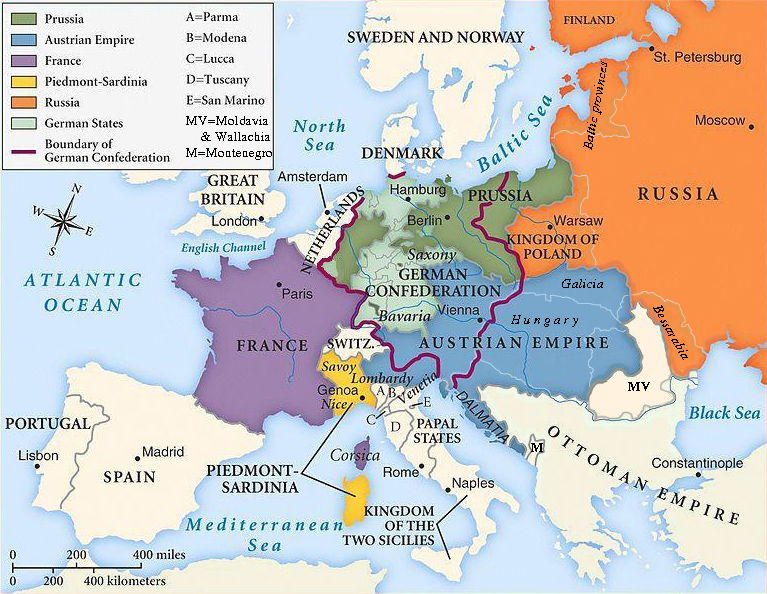
Europa efter Wienkongressen.

För att redigera det slutliga fördraget, som skulle sammanfatta alla överenskommelser från kongressen, tillsattes en kommitté av tre huvudredaktörer under ledning av Friedrich von Gentz, och en medlem för var och en av de åtta signatärmakterna. Sedan de olika kommittéernas beslut bekräftats av centralkommittén, infördes de genom redaktionskommitténs försorg i den s.k. Wienslutakten, som är daterad 9 juni 1815 och innehåller 121 artiklar.
Den är undertecknad av centralkommitténs dåvarande ledamöter (17 personer), med undantag av Spaniens ombud, som vägrade skriva under. Löwenhielm skrev under med reservation emot artiklarna 101, 102 och 104 (som innebar att bourbonerna i Neapel återinsattes, men däremot inte bourbonerna i Parma). Påven, som representerades av kardinal Ercole Consalvi, inlade sin protest mot akten, eftersom hans fordringar inte hade godkänts fullt ut.
De viktigaste bland slutaktens bestämmelser är följande. Med Ryssland förenades som ett särskilt kungarike under namn av Polen ("Kongresspolen") omfattande större delen av hertigdömet Warschau, medan Posen med titel storhertigdöme gavs åt Preussen och Kraków med område förklarades som fristat, Stadsstaten Krakow, under rysk-österrikisk-preussiskt protektorat. Ryssland återställde det 1809 av Österrike avträdda Östgalizien.
Preussen återfick sitt område, så som det var före Tilsitfreden (av de polska landsdelarna dock endast storhertigdömet Posen) samt erhöll som nytt en stor del av kungariket Sachsen och det forna kurfurstendömet Köln med flera områden på båda sidor om Rhen (motsvarande de senare Rhenprovinsen och Westfalen), men avträdde Ostfriesland och Hildesheim till Hannover. Hannover erkändes som kungarike och ökades med nyssnämnda områden, men avträdde Lauenburg på högra Elbestranden till Preussen.
Österrike hade återtagit de länder som förlorats under krigen mot Napoleon, men fick dessutom de forna republikerna Venedigs och Ragusas områden. Av Österrikes italienska områden bildades 7 april 1815 kungariket Lombardiet-Venetien. De mediatiserade och sekulariserade tyska områdena återställdes inte. Dock förklarade kongressen Lübeck, Bremen, Hamburg och Frankfurt a. M. åter för fria städer.
Av den forna republiken Förenade Nederländerna och de belgiska provinserna bildades kungariket Nederländerna, som gavs åt familjen Nassau-Oranien. Som ersättning för sina nassauitiska arvländer som avträtts till Preussen, fick denna dynasti storhertigdömet Luxemburg, som blev medlem av Tyska förbundet.
Republiken Schweiz ökades med tre nya kantoner: Valais, Genève och Neuchâtel. Biskopsstiftet Basel införlivades med kantonen Bern.
Kungariket Sardinien återställdes i det allra närmaste till 1792 års gränser och fick dessutom den forna republiken Genuas område. Hertigdömet Modena samt furstendömena Massa och Carrara återställdes till dynastin Huset Este, och även storhertigdömet Toscana (ökat med Elba, Stati degli presidii och furstendömet Piombino) till huset Habsburg. Hertigdömet Parma återställdes inte till huset Bourbon, utan gavs tillsammans med Piacenza och Guastalla åt Napoleons tidigare gemål kejsarinnan Marie-Louise, kejsar Frans I:s dotter. Däremot tilldelades den forna republiken Lucca som hertigdöme infantinnan Maria Lovisa av Bourbon tillsammans med en årsränta av en halv miljon franc. Kyrkostaten, med undantag av legationen Ferraras område på vänstra Postranden, återställdes, men Avignon och Venaissin stannade hos Frankrike. Kung Joachim Murat i Neapel, som under "de hundra dagarna" anslöt sig till sin svåger Napoleon, blev av med sitt kungarike, varefter kongressen erkände Neapels förre kung, Ferdinand av Bourbon, som kung av Bägge Sicilierna.
Skeppsfarten på de floder, som flöt genom flera stater eller utgjorde gräns mellan dem, förklarades fri.
I en deklaration av 8 februari 1815 förklarades det önskvärt att den afrikanska slavhandelns skulle avskaffas. Tidpunkten för de nödvändiga åtgärderna överlämnades åt länderna att själva bestämma. Förslaget var Storbritanniens, men mötte protester från Spaniens och Portugals sida. Denna deklaration förklarades äga samma kraft, som om den ord för ord införts i slutakten.
Detsamma gällde det 19 mars 1815 av de åtta signatärmakterna undertecknade reglementet angående diplomatiska tjänstemäns rang. Denna grundlag för det internationella diplomatiska umgänget, som gjordes ett slut på de ständiga tvisterna om företräde mellan staternas sändebud, innebar bland annat att sändebuden indelades i tre klasser - 1. ambassadörer, 2. envoyéer och andra hos suveränen ackrediterade ministrar, 3. chargés d’affaires - att utomordentliga sändebud inte på grund av denna egenskap har högre rang, att diplomaterna har rang inom sin klass efter datum för det första officiella tillkännagivandet om deras ankomst, att släktskap, familjeband eller politiska allianser hoven mellan inte ger deras diplomatiska ombud någon särskild rang.

## Wienkongressens innebörd

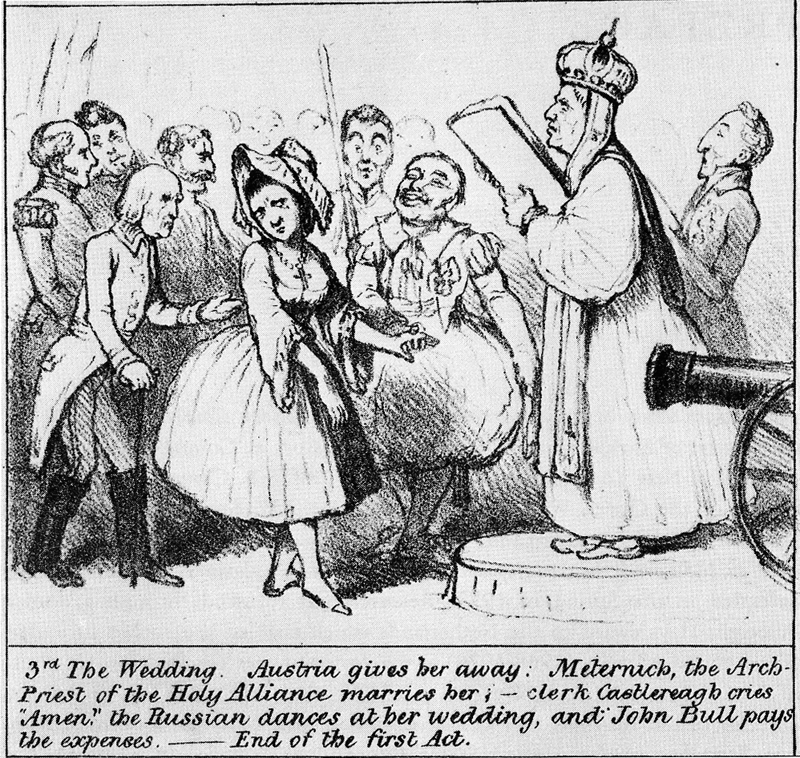
Satirbild över "giftermålet mellan Nederländerna och Belgien", ett av de beslut som togs av Wienkongressen.

Det framhölls, framför allt av Talleyrand, att kongressen hade i uppgift att ordna Europa efter laglighetens eller legitimitetens princip, d.v.s. att allt skulle återställas i det skick det hade före revolutionen. Men det visade sig, att denna legitimitet inte gällde folk och stater, och framför allt inte republiker, utan att den gällde furstehusen. Mot denna tillämpning av legitimitetsgrundsatsen gjordes endast två undantag: Parma återgavs inte till huset Bourbon, och Gustaf IV Adolfs dynasti återfick inte Sveriges tron. Ett försök gjordes dock till förmån för Gustaf IV Adolfs son, den tidigare kronprinsen Gustav. Den engelske amiralen Sidney Smith, som under Gustaf III:s tid varit i svensk tjänst, verkade under en tid för detta, men han lyckades inte nå något resultat och hade heller inte något stöd ens från den avsatte kungen. Lika fruktlösa blev planerna på att ge prinsen Kraków som hertigdöme.

## Svensk-dansk konflikt om Pommern
En för Sverige betydelsefull fråga fick sitt avgörande medan kongressen var samlad, även om den inte hade direkt samband med de allmänna förhandlingarna. I Kielfreden 1814 hade Sverige till Danmark avträtt Svenska Pommern. Sverige vägrade emellertid att lämna över området innan Danmark betalat de krigskostnader som besittningstagandet av Norge orsakat Sverige, och därför försökte Danmark få upp frågan för Wienkongressens avgörande. Flera av stormakterna, med Storbritannien i spetsen, hade också redan undertecknat ett utkast till en gemensam not med uppmaning till Sverige att fullgöra Kielfredens bestämmelser, då invändningar från Rysslands sida gjorde att det inte blev något av noten. Frågan löstes under rysk medling genom att Danmark 4 juni 1815 mot hertigdömet Sachsen-Lauenburg och 2 miljoner riksdaler preuss. cour. avstått sina anspråk på Pommern åt Preussen, samtidigt som Preussen genom fördrag av 7 juni gottgjorde Sverige för dess ersättningsanspråk med 3,5 miljoner riksdaler preuss. cour. samt åtog sig att betala återstoden (600,000 riksdaler banko) av den summa Sverige enligt Kielfreden skulle erlägga till Danmark.

## Sammanfattning av territoriella förändringar
- Ryssland gavs majoriteten av Hertigdömet Warszawa (Polen), och fick behålla Finland (som tagits från Sverige 1809).
- Preussen fick sina utspridda territorier sammanlagda till större enheter. Preussen fick två femtedelar av Sachsen samt Rhenlandet och avstod större delen av landvinningarna från Polens delningar utom Posen, Västpreussen, Thorn och Danzig.
- En tysk konfederation, Tyska förbundet, med 39 stater skapades av de tidigare 400, under ledning av den österrikiske kejsaren. Endast små delar av Österrike och Preussen inkluderades i konfederationen.
- Huset Oranien fick Republiken Förenade Nederländerna och Österrikiska Nederländerna (Belgien), vilket ombildades till kungariket Nederländerna; de blev även storhertigar av Luxemburg.
- Norge överlämnades till Sverige (efter konventionen i Moss bildades en personalunion).
- Sverige överlämnade Svenska Pommern till Danmark i utbyte mot Norge. Danmark överlämnade sedan nästan direkt området till Preussen.
- Schweiz neutralitet garanterades.
- Hannover gav Lauenburg till Danmark, men förstorades tack vare tillägg från andra håll, exempelvis före detta preussiska Östra Friesland.
- Största delen av Bayerns, Württembergs, Badens, Hessen-Darmstadts och Nassaus territoriella krav mellan 1801 och 1806 accepterades. Bayern fick även kontroll över Rhenpfalz och delar av Napoleons Würzburg, tillsammans med Frankfurt, medan Hessen-Darmstadt, i utbyte för att ge upp Westfalen till Preussen, fick staden Mainz.
- Österrike återfick kontroll över Tyrolen och Salzburg, de före detta illyriska provinserna och över Lombardiet och Venetien i Italien. Före detta österrikiska territorier i sydvästra Tyskland stannade under Württembergs och Badens kontroll, inte heller de österrikiska Nederländerna återtogs.
- Habsburgprinsarna återgavs kontroll över Toscana och Modena.
- Kyrkostaten återställdes till sin forna storlek, med undantag för Avignon och Comtat Venaissin.
- Storbritannien behöll sin kontroll över Kapkolonin i Sydafrika, Tobago, Ceylon, och flera andra kolonier i Afrika och Asien. Andra kolonier, främst Nederländska Östindien, Martinique och svenska Guadeloupe återgavs till sina tidigare ägare.
- Sardiniens kung återplacerades i Piemonte, Nice och Savojen, och gavs kontroll över republiken Genua
- Hertigdömet Parma med Hertigdömet Guastalla gavs till Marie Louise av Österrike, Napoleons fru.
- Lucca skapades för huset Bourbon-Parma, som skulle ha rätt till Parma efter Marie Louises död.
- Ferdinand I av Bägge Sicilierna återgavs kontrollen över Neapel.